# 羽村大橋
羽村大橋（はむらおおはし）は、東京都あきる野市草花 - 羽村市玉川の多摩川に架かる東京都道250号あきる野羽村線の橋長547.29 m（メートル）のPC連続箱桁橋。東京都道29号立川青梅線（奥多摩街道・新奥多摩街道）に接続する。

## 歴史
- 1970年（昭和45年）- 着工[2]。
- 1974年（昭和49年）3月 - 完成[2]。
- 2016年（平成28年）- 歩道が未整備の上流部分に新しい橋を整備して拡幅し、現在の橋と併せて「羽村大橋」として完成させる工事に着工[2]。

## 周辺
- 羽村取水堰（玉川上水、東京都羽村市）
- 羽村大橋西バス停留所（羽村市コミュニティバス「はむらん」羽村西コース、東京都羽村市）
- 上流の橋 - 羽村堰下橋（東京都羽村市）
- 下流の橋 - 永田橋（東京都福生市・あきる野市）